# Jaunius Juozaitis
Jaunius Juozaitis (30 gennaio 1990) è un giocatore di calcio a 5 ed ex calciatore lituano.

## Caratteristiche tecniche
Interno di centrocampo, poteva giocare anche come esterno destro, trequartista o attaccante.

## Palmarès

### Calciatore

#### Competizioni nazionali
- Coppa di Lituania: 1

Žalgiris Vilnius: 2011-2012